# Rockabilly Blues
| Оценки критиков  | Оценки критиков |
| Источник         | Оценка          |
| ---------------- | --------------- |
| AllMusic         | [ 1 ]           |
| Billboard        | (unrated)       |
| Robert Christgau | B−              |

Rockabilly Blues — студийный альбом американского кантри-певца Джонни Кэша, изданный 22 сентября 1980 года лейблом Columbia Records. В альбом вошли песни «Cold Lonesome Morning», имевшая небольшой успех в чартах (№ 53 в кантри-чарте), «Without Love», написанная его зятем, Ником Лоу, и кавер-версия остроумной «The Twentieth Century Is Almost Over». Первые две из вышеупомянутых песен стали единственными синглами с альбома, хотя «Without Love» практически не имела успеха в чартах, заняв 78-е место. Песня «The Twentieth Century is Almost Over» была перезаписана пять лет спустя Кэшем и Уэйлоном Дженнингсом, Вилли Нельсоном и Крисом Кристофферсоном, известными под общим названием The Highwaymen, на их первом альбоме под названием Highwayman, хотя по сути это был дуэт с Нельсоном. Rockabilly Blues достиг 23 места в хит-параде кантри-альбомов Канады; синглы имели незначительный успех в чартах Канады и в Hot Country Songs.

## Отзывы
Альбом получил умеренные и положительные отзывы музыкальной критики и интернет-изданий. Роберт Кристгау назвал Rockabilly Blues «достойным кантри-альбомом с несколькими неплохими песнями». Газета Globe and Mail пришла к выводу, что альбом «имеет больше общего с традиционной кантри-музыкой, чем с горячим кантри-роком». По мнению газеты Boston Globe, «лучше всего Кэшу удаётся долгожданное открытие Джона Прайна („The 20th Century Is Almost Over“)». Майкл МакКолл из AllMusic отметил, что «Не такой потрясающий, как его работа с The Tennessee Two, и не совсем настоящий рокабилли, это все же убедительный альбом кантри-роковых песен с большей глубиной, чем почти все, что выходило из Нэшвилла в то время». Диск вошёл в чарт кантри-альбомов Канады на 23-м месте, а его синглы «Cold Lonesome Morning», «The Last Time» и «Without Love» были на 53-м, 85-м и 78-м местах в Hot Country Songs, соответственно.

## Список композиций
| №  | Название                               | Автор(ы)                  | Продюсеры       | Длительность |
| -- | -------------------------------------- | ------------------------- | --------------- | ------------ |
| 1. | «Cold Lonesome Morning»                | J.R. Cash                 | Earl Poole Ball | 3:21         |
| 2. | «Without Love»                         | Ник Лоу                   | Ник Лоу         | 2:26         |
| 3. | «W-O-M-A-N»                            | J.R. Cash                 | Earl Poole Ball | 3:21         |
| 4. | «The Cowboy Who Started the Fight»     | Billy Joe Shaver          | Earl Poole Ball | 3:46         |
| 5. | «The Twentieth Century Is Almost Over» | Steve Goodman, John Prine | Earl Poole Ball | 3:38         |

| №   | Название                             | Автор(ы)           | Продюсеры       | Длительность |
| --- | ------------------------------------ | ------------------ | --------------- | ------------ |
| 6.  | «Rockabilly Blues (Texas 1955)»      | J.R. Cash          | Earl Poole Ball | 3:18         |
| 7.  | «The Last Time»                      | Kris Kristofferson | Earl Poole Ball | 3:12         |
| 8.  | «She's a Go-er»                      | J.R. Cash          | Earl Poole Ball | 2:28         |
| 9.  | «It Ain't Nothing New Babe»          | Billy Joe Shaver   | Jack Clement    | 4:02         |
| 10. | «One Way Rider» (с June Carter Cash) | Rodney Crowell     | Jack Clement    | 3:16         |

## Чарты

### Альбом (еженедельные чарты)
| Чарт (1980)                   | Высшая позиция |
| ----------------------------- | -------------- |
| Австралия, RPM Country Albums | 23             |

### Синглы
| Год  | Сингл                   | Высшая позиция | Высшая позиция |
| Год  | Сингл                   | US Country     | CAN Country    |
| ---- | ----------------------- | -------------- | -------------- |
| 1980 | «Cold Lonesome Morning» | 53             | 74             |
| 1980 | «The Last Time»         | 85             | —              |
| 1981 | «Without Love»          | 78             | 68             |